# St. Martin (Hetzenhausen)

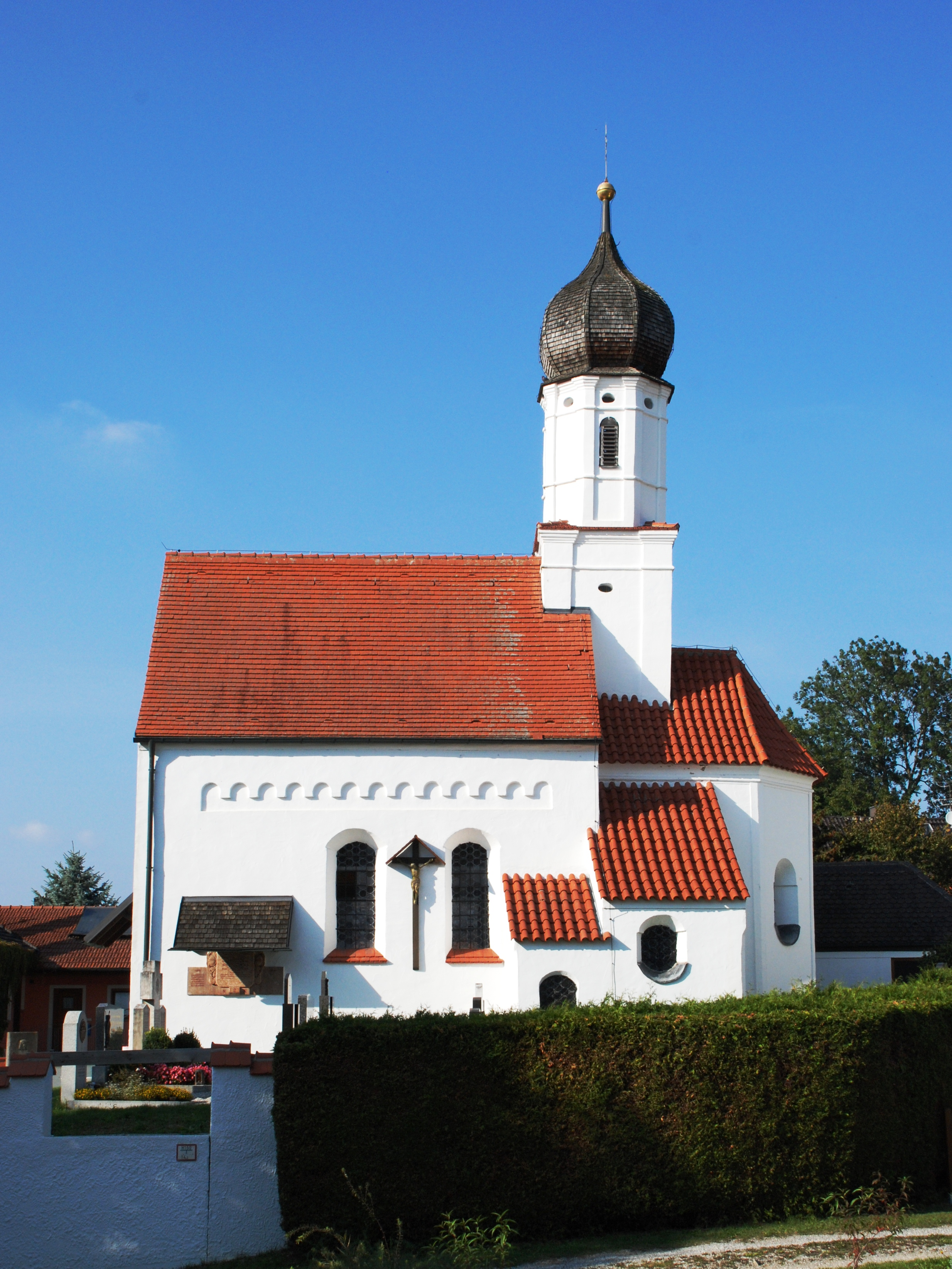
St. Martin in Hetzenhausen

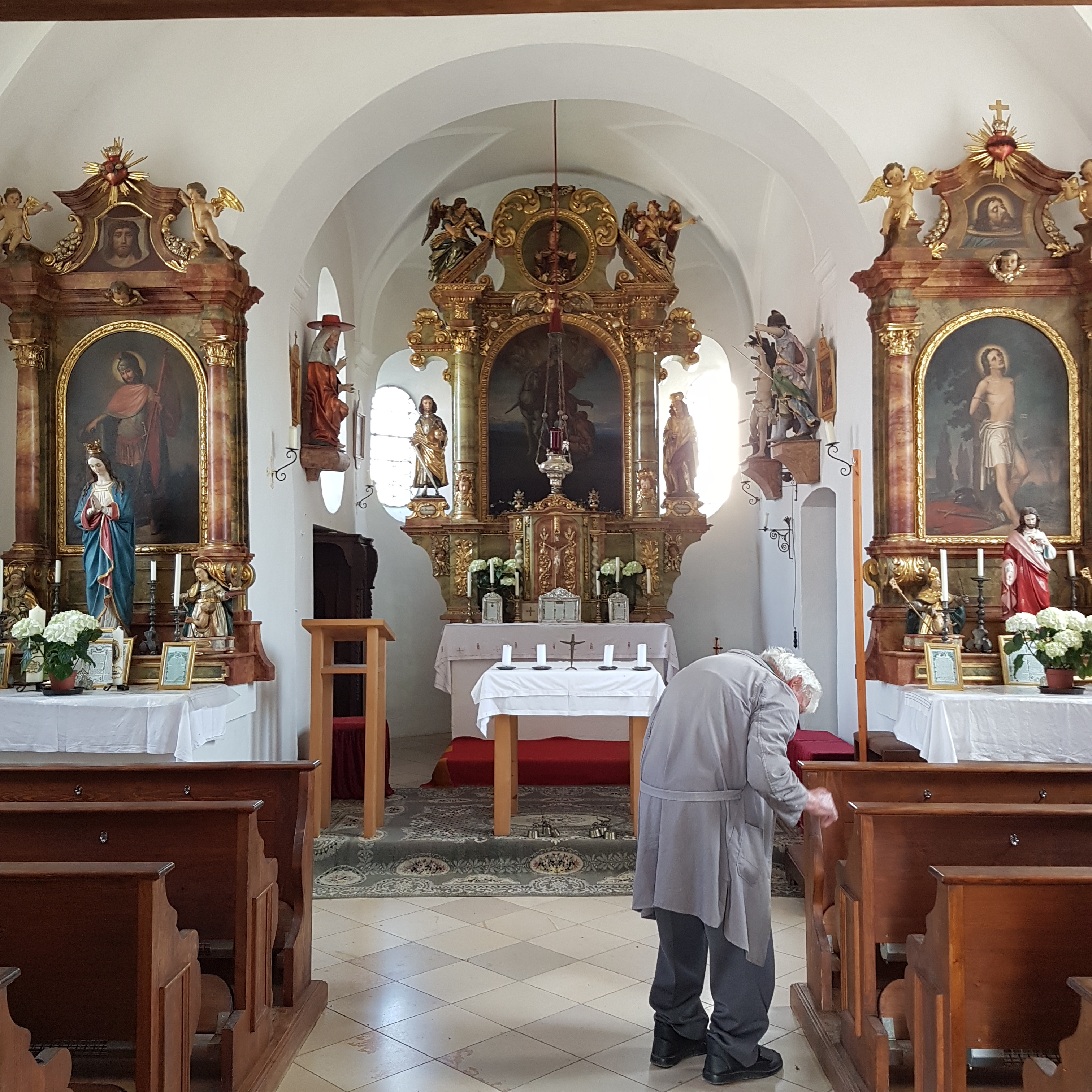
Innenansicht

Die römisch-katholische Filialkirche St. Martin steht in Hetzenhausen, einem Gemeindeteil von Neufahrn bei Freising im oberbayerischen Landkreis Freising. Das Bauwerk ist in der Liste der Baudenkmäler in Neufahrn bei Freising als Baudenkmal unter der Nr. D-1-78-145-10 eingetragen. Die Filialkirche gehört zum Dekanat Freising im Erzbistum München und Freising.

## Beschreibung
Die im Kern romanische Saalkirche wurde in der ersten Hälfte des 13. Jahrhunderts erbaut und 1685 barock umgestaltet. Sie besteht aus dem Langhaus und dem im Osten in die Wand des Langhauses eingestellten Chorturm. Er ist nach Osten um einen eingezogenen, dreiseitig geschlossenen Chor erweitert. An die Südwand des Chors ist die Sakristei angebaut.
Der Hochaltar wird von den Skulpturen des heiligen Oswald und des Sigismund von Burgund flankiert. Im Retabel ist die Mantelteilung des heiligen Martin dargestellt, im Altarauszug darüber befindet sich ein Porträt der Maria.